# Roadster

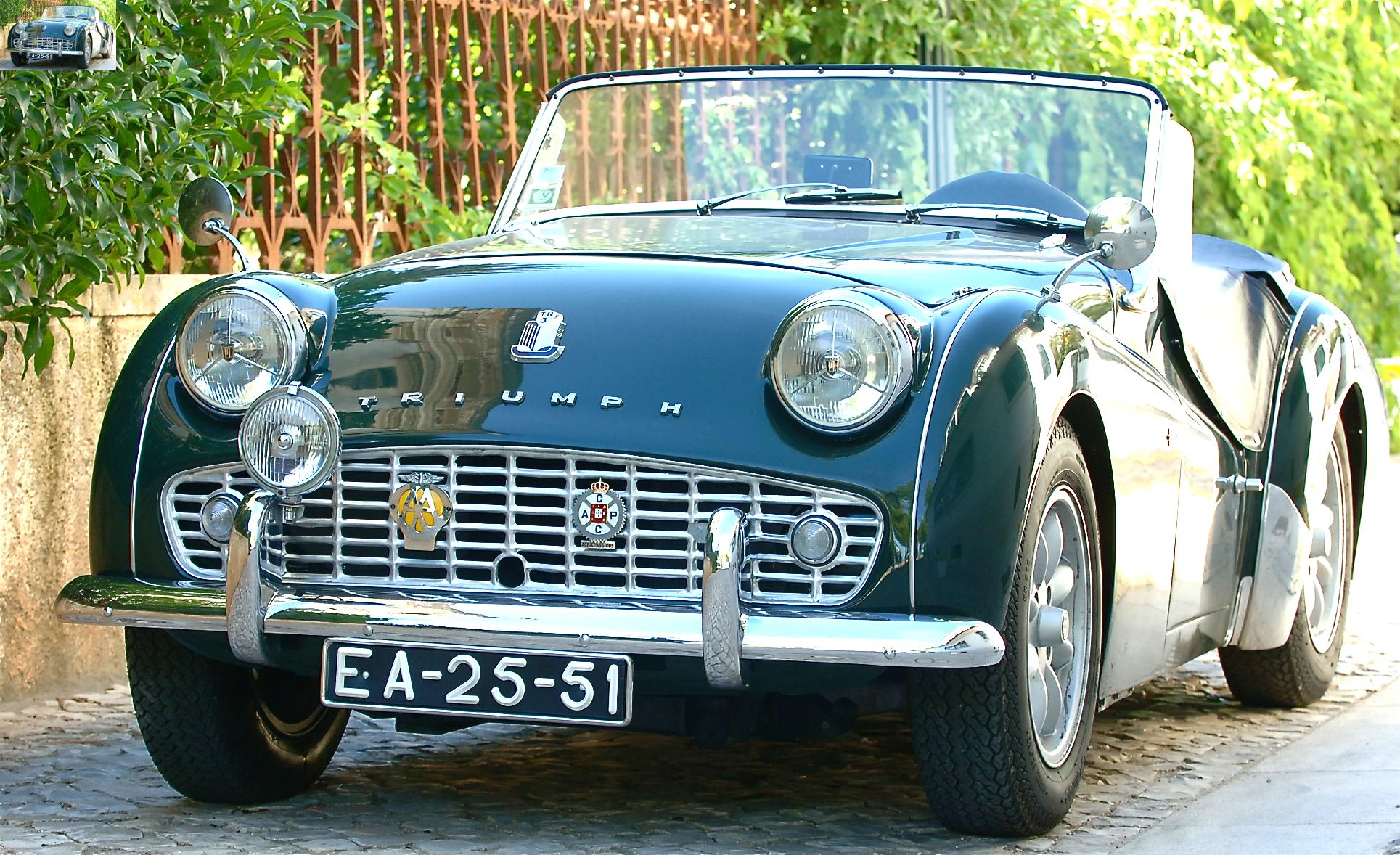
Triumph TR3 del 1958, esempio di una delle prime roadster

La roadster, sul mercato automobilistico statunitense, è una vettura leggera sportiva, a due posti, scoperta, dotata di tetto pieghevole (se in tela chiamato soft-top, o retraibile in metallo o plastica chiamato hard-top), che manca dei montanti per i due finestrini laterali e degli stessi finestrini laterali.
Di solito le roadster, proprio per la loro configurazione, sono preferite da coloro che prediligono in un'auto il contatto con la natura "a cielo aperto" e il divertimento piuttosto che la comodità e la funzionalità.

## Descrizione

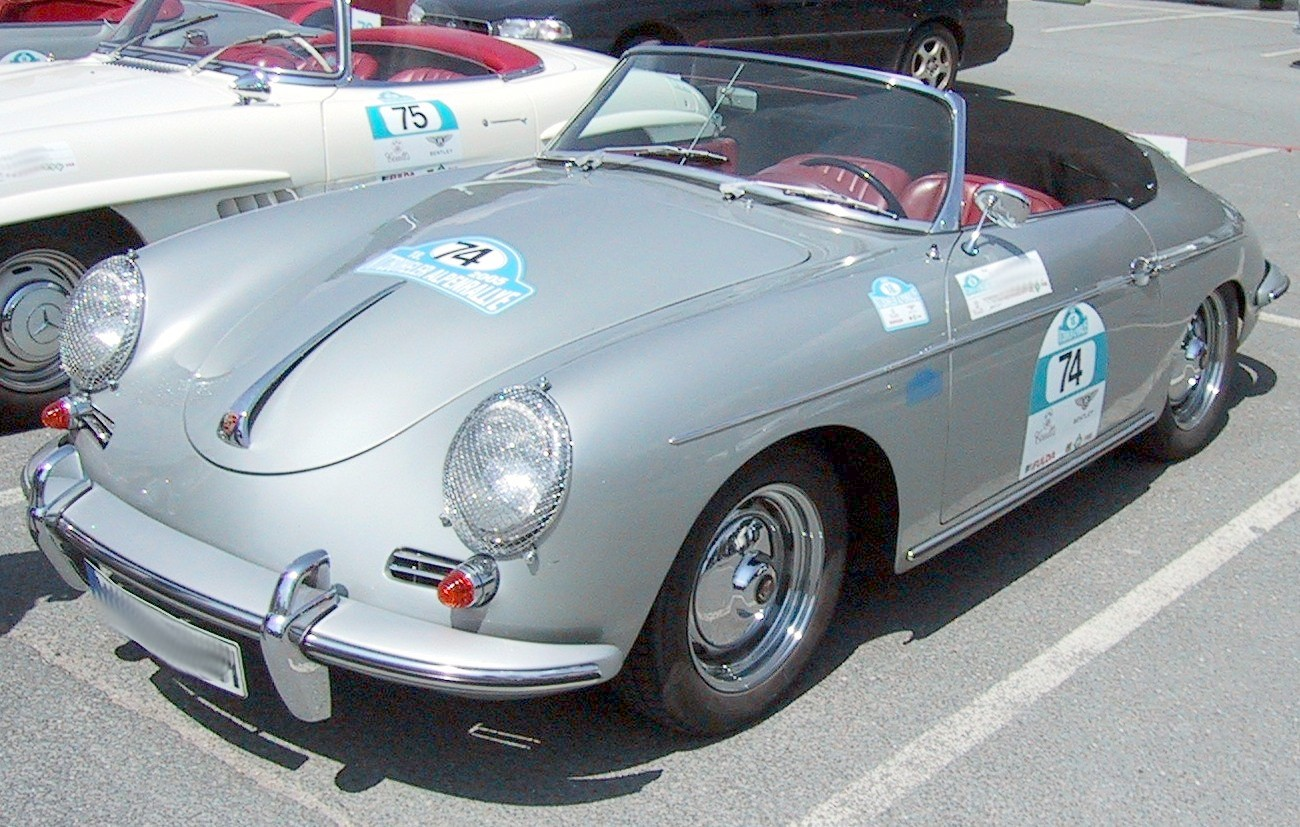
Una Porsche 356 del 1960, esempio di roadster degli anni sessanta

La roadster si distingueva originariamente dalla cabriolet e spider per l'assenza dei vetri discendenti laterali dei finestrini. In pratica, pur essendo dotata di un tetto mobile, gli occupanti rimanevano comunque esposti alle intemperie. Le cabriolet sono generalmente la versione con tetto apribile di una berlina a 4 posti, mentre le spider hanno due soli posti, e vengono solitamente derivate da modelli sportivi, quando non progettate originariamente in quella forma.
Analogamente a quanto avviene per le cabriolet, per proteggere i passeggeri in caso di ribaltamento del veicolo, sono spesso presenti nelle vetture più recenti delle strutture denominate roll-bar.
Le vetture roadster sono state realizzate dai tempi della Ford Model T fino alla Cadillac V16, cioè vetture prodotte negli anni precedenti il secondo conflitto mondiale. Successivamente al conflitto fu prodotta dagli anni cinquanta agli anni settanta una fortunata e famosa dinastia di queste vetture dalle case automobilistiche inglesi Triumph, MG, Morgan e Jaguar.
Le roadster d'epoca del periodo d'oro, ma anche quelle storiche degli anni successivi al dopoguerra, sono molto ricercate dai collezionisti e dagli amatori e spuntano quotazioni superiori alle altre vetture della stessa epoca.

## Veicoli simili

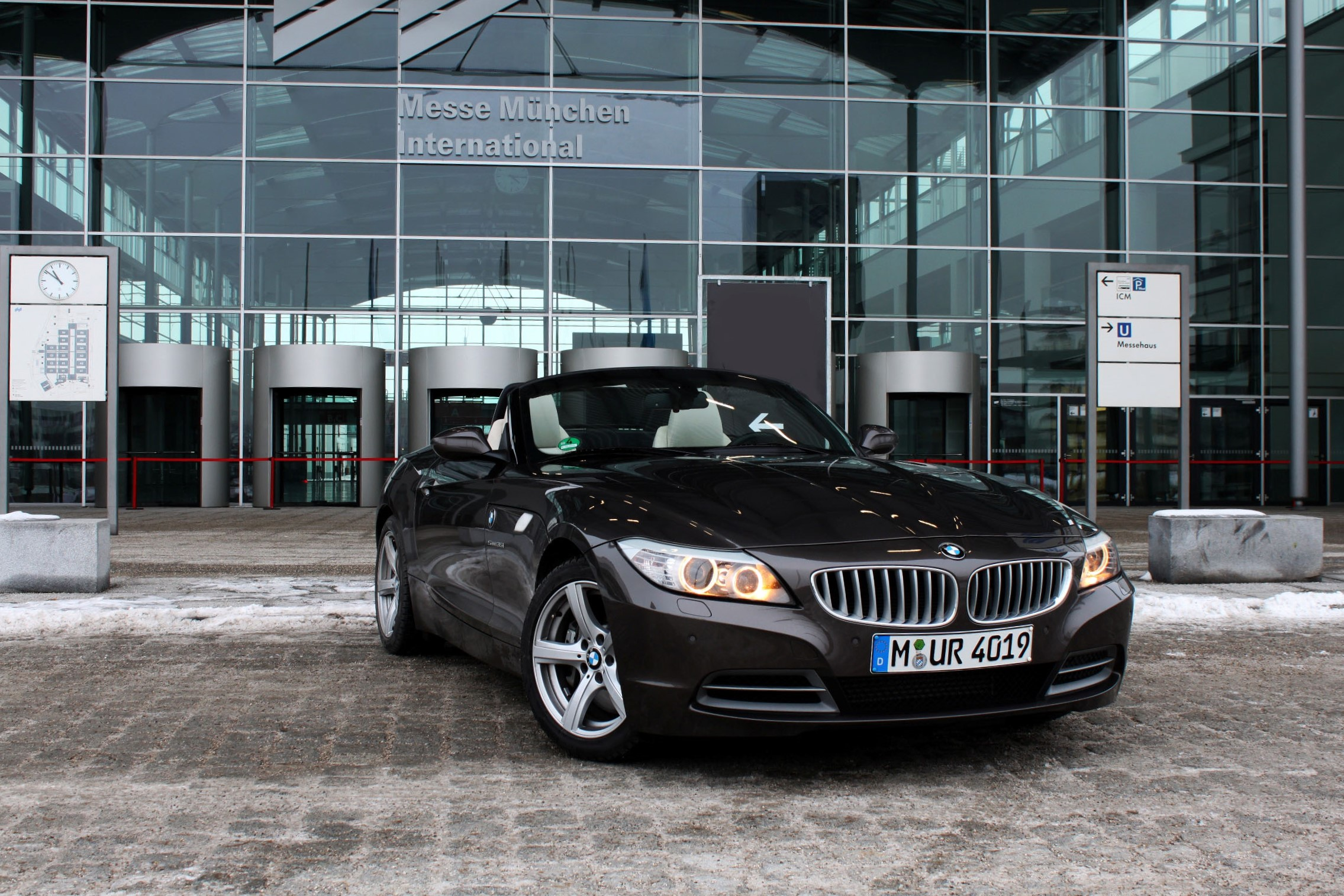
BMW Z4 E89 35i, esempio di spider, commercialmente denominato roadster

Esistono anche vetture di tipo roadster completamente prive di tettuccio, neppure mobile; alcune oltre a essere prive di finestrini laterali sono anche prive di parabrezza, o lo hanno di dimensioni molto ridotte, al solo scopo aerodinamico: tale tipo di vettura è definito barchetta.
In Europa la categoria non è così nettamente differenziata dalla spider o dalla targa, tanto che i termini vengono utilizzati quasi come sinonimi.